# Кудлик Роман Михайлович
Рома́н Миха́йлович Ку́длик (4 травня 1941, м. Ярослав, Польща — 21 січня 2019, Львів) — український поет, критик. Член Національної спілки письменників України (від 1965). Лауреат премії імені Василя Мисика (1997), Фонду Воляників-Швабінських при Фундації Українського вільного університету (2000) та премії імені Маркіяна Шашкевича (2002)..

## Біографія
Народився в родині службовця. 1945 року переїхав із рідними до Дрогобича. 1958 року закінчив середню школу в Дрогобичі. Працював електриком на нафтопереробному заводі, в редакції районної газети «Ленінський шлях» (місто Комарне Львівської області).
1959 року вступив на філологічний факультет Львівського державного університету, який закінчив 1964 року.
Популярність у молодіжних колах здобув своєю другою поетичною збіркою «Весняний більярд» (1968).
Працював у редакції журналу «Жовтень» (нині «Дзвін»). Коли одного з колег Романа Кудлика звинуватили у співчуванні українським буржуазним націоналістам, той виступив на його захист, за що Кудлика звільнили з редакції. Впродовж багатьох місяців він намагався влаштуватись, однак ніде на роботу не брали. Допоміг молодому поету, який опинився в дуже складному матеріальному становищі, редактор газети «Львівський залізничник» Анатолій Гороховський, зарахувавши його на посаду літературного працівника. Коли про це довідався керівник сталевої магістралі, то зажадав від Гороховського, аби той негайно звільнив Кудлика, висловивши при цьому категоричний ультиматум: якщо націоналіст залишиться на роботі, то редактору доведеться подавати у відставку. Але, попри цю погрозу, молодий поет залишився в колективі редакції, в якій працював близько п'яти років.
Працював також на Львівській студії телебачення, завідувачем літературної частини Львівської обласної філармонії.
Упродовж 2001—2010 був головним редактором часопису «Дзвін». Мешкав у Львові.
Роман Кудлик відійшов у вічність в ніч на 21 січня 2019 року після важкої хвороби.

## Творчість
Друкується від 1957 року — спочатку в газетах і журналах, потім у колективних збірках «Яблуневий цвіт» (1961) і «Щасливої дороги» (1962).
Видав збірки віршів:
- «Розмова» (1963),
- «Весняний більярд» (1968),
- «Яблуневі ліхтарі» (1979),
- «Листя дикого винограду»,
- «Горішня брама» (1991).

Відомий також як поет-пісняр. Зокрема, автор текстів пісень Володимира Івасюка — «Я — твоє крило» (1972), «Нам спокій, друже, тільки сниться» (1978), «Освідчення». На його вірші також написали пісні Ігор Білозір («Спогади літньої ночі», «Лебеді весни»), Богдан Янівський.
Написав лібрето до опер Богдана Янівського «Олеська балада» (за романом Романа Іваничука «Черлене вино»), «Царівна Жаба», «Золотий гомін» (за Павлом Тичиною) і мюзиклів «Лис Микита», «Перстень спокуси».

## Премії
- Львівська обласна премія імені Олександра Гаврилюка,
- Літературна премія імені Василя Мисика (1997) — за цикл поезій «Нічне збирання винограду»,
- Премія імені Пантелеймона Куліша (2014) — за багатолітнє високоякісне редагування журналу «Дзвін» та поетичну творчість.